# 米勒斯勒烏鄉

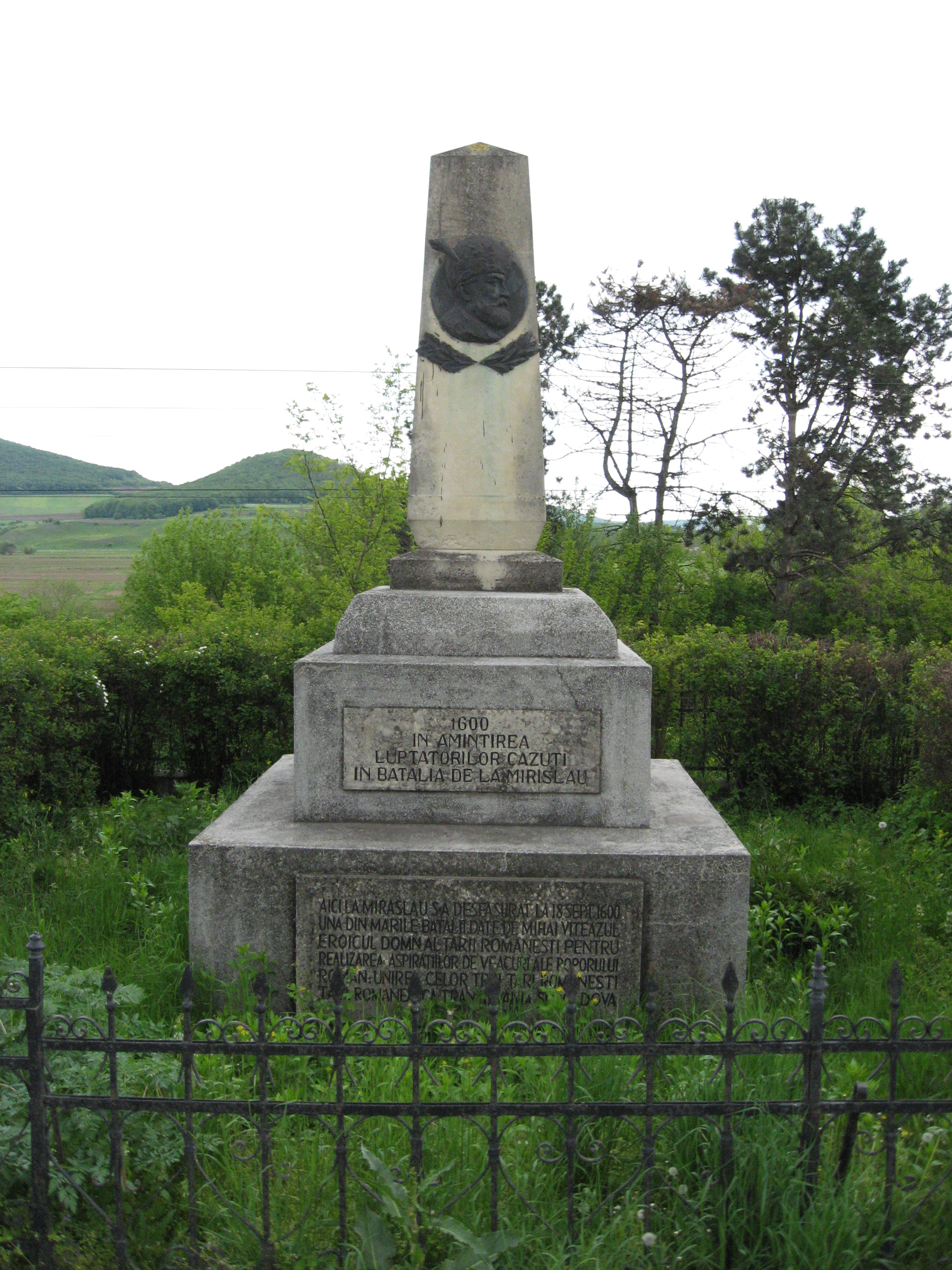

46°22′00″N 23°43′00″E / 46.36667°N 23.71667°E
米勒斯勒烏鄉（羅馬尼亞語：Comuna Mirăslău, Alba），是羅馬尼亞的鄉份，位於該國中部，由阿爾巴縣負責管轄，面積67平方公里，海拔高度238米，2011年人口1,985，人口密度每平方公里35人。